# Mario Pizziolo
Mario Pizziolo (7. prosince 1909, Castellammare Adriatico, Italské království – 30. dubna 1990, Florencie, Itálie) byl italský defenzivní záložník a později i trenér. Kvůli četnám zraněním, která utrpěl během své kariéry, musel ukončit kariéru již ve věku 27 let.
S fotbalovou kariéru byl spjat na sedm let s klubem Fiorentina. Předtím hrál pět let za Pistoiese.
Za italskou reprezentací odehrál 12 utkání a byl součástí vítězného mužstva na MS 1934. V prvním zápase turnaje proti Španělsku si zlomil nohu a musel z mistrovství odjet. Zlatá medaile mu byla předána až roku 1988, dva roky před smrtí.

## Hráčské úspěchy

### Klubové
- 1× vítěz 2. italské ligy (1930/31)

### Reprezentační
- 1x na MS (1934 - zlato)
- 1x na MP (1933-1935 - zlato)

## Trenérské úspěchy

### Klubové
- 1× vítěz 3. italské ligy (1940/41)